# The Metals Company
The Metals Company (TMC), ehemals DeepGreen Metals, ist ein kanadisches Explorationsunternehmen für die Gewinnung von Metallen aus Manganknollen. Das Unternehmen besitzt über seine Tochtergesellschaften Explorations- und Handelsrechte für drei Vertragsgebiete in der Clarion-Clipperton-Zone des Pazifiks.

## Geschichte
Im Jahr 2021 wurde DeepGreen Metals von der Sustainable Opportunities Acquisition Corp (SOAC) für 2,9 Milliarden Dollar übernommen. The Metals Company ist an der Nasdaq notiert. Baird Maritime, ein Nachrichtenmagazin für maritime Themen, wies darauf hin, dass The Metals Company im April 2021 keine Einnahmen oder Produktion hatte, und hob die riskanten Kommerzialisierungsbemühungen des Unternehmens hervor: „Niemandem ist es bisher gelungen, Nickel, Kupfer, Mangan und Cobalt aus den Knollen in 4500 Metern Wassertiefe kommerziell zu gewinnen, seit das Interesse am Meeresbodenbergbau in den 1970er Jahren erstmals geweckt wurde.“

## Kritik
Branchenbeobachter stellen die grüne Positionierung des Unternehmens in Frage. Das Wall Street Journal wies darauf hin, dass CEO Gerard Barron zuvor ein anderes Meeresbodenbergbauunternehmen unterstützt hatte, das „eine halbe Milliarde Dollar an Investorengeldern verlor, sich mit der Regierung eines Südpazifikstaats anlegte, empfindliche Lebensräume am Meeresboden zerstörte und schließlich pleite ging“.
Viele Wissenschaftler äußerten sich besorgt über die Risiken des Meeresbodenbergbaus. Als Reaktion auf die Bemühungen von The Metals Company in Nauru unterzeichneten über 400 Wissenschaftler eine Erklärung, in der sie sich dagegen aussprachen und behaupteten, dass dies zu einem „Verlust der biologischen Vielfalt und des Funktionierens des Ökosystems führen würde, der über mehrere Generationen hinweg irreversibel wäre“. The Metals Company veröffentlichte einen offenen Brief, in dem es seine Praktiken verteidigte, nachdem die Unternehmen BMW, Volvo, Google und Samsung einen Aufruf des World Wildlife Fund zu einem Moratorium unterstützt hatten.

## Forschungsbeiträge
Ein von The Metals Company finanziertes Forschungsprojekt zur Messung des Sauerstoffgehalts auf dem mit Manganknollen bedeckten Meeresboden des Pazifiks belegte, dass der Sauerstoffgehalt in Gebieten mit Manganknollen innerhalb eines Zeitraums von zwei Tagen um mehr als das Dreifache der Hintergrundkonzentration anstieg. Der Anstieg wird auf das Vorhandensein der Manganknollen zurückgeführt, da auf deren Oberfläche Spannungspotenziale bis zu 0,95 Volt gemessen wurden. Es besteht die Vermutung, dass es dadurch zu einer Elektrolyse des Meerwassers kommt, die zur Sauerstoffproduktion beiträgt.
Die Gewinnung von Manganknollen würde das Ökosystem der Tiefsee demnach beeinträchtigen, da diese möglicherweise eine Sauerstoffquelle für die dort lebenden Tiere darstellen. The Metals Company veröffentlichte daraufhin eine Erklärung, in der die Ergebnisse der Forschung über die Sauerstoffproduktion als „fehlerhaft“ bezeichnet wurden.